# Kredobank
Kredobank SA (ukr. АТ КРЕДОБАНК, d. Kredyt Bank (Ukraina), Zachodnioukraiński Komercyjny Bank, ukr. Кредит банк (Україна), Західно-Український Комерційний Банк) – ukraiński bank uniwersalny z siedzibą we Lwowie, działający od 1990. Należy do grupy kapitałowej PKO Banku Polskiego.

## Historia
Założony w 1990 w formie spółki akcyjnej jako Zachodnioukraiński Komercyjny Bank (ZUKB, również jako West Ukrainian Commercial Bank, WUCB), zarejestrowany w Banku Państwowym ZSRR. W 1991 r.ponownie zarejestrowana w Narodowym Banku Ukrainy, NBU (nr licencji 24). W 2001 nastąpiła ponowna rejestracja w NBU.
W 1999 r. Kredyt Bank PBI objął kontrolę nad bankiem, włączając go do swojej grupy kapitałowej.
W 2002 r. zmienił nazwę na Kredyt Bank (Ukraina).
W 2004 r. KB sprzedał należące do niego 69,02% akcji banku PKO Bankowi Polskiemu, który systematycznie zwiększał swój udział w akcjonariacie spółki do 98,18% w 2009 r. i 100% w 2019 r. W ramach strategii polegającej na wspieraniu modernizacji ukraińskiego sektora bankowego akcjonariuszem banku był również Europejski Bank Odbudowy i Rozwoju.
W 2005 r. bank zmienił nazwę na Kredobank.

## Działalność
Stanowi największą polską inwestycję w instytucje bankowe na Ukrainie.
Posiada 67 oddziałów na terytorium całej Ukrainy i zatrudnia 1428 pracowników. Obsługuje ponad 660 000 klientów.
Po rozpoczęciu inwazji Rosji na Ukrainę w lutym 2022 bank kontynuuje działalność w regionach nieobjętych aktywnymi działaniami wojennymi. Działalność 13 placówek zawieszono. Jest jednym z 15 systemowo istotnych banków na Ukrainie, obsługuje klientów indywidualnych, małe i średnie przedsiębiorstwa oraz klientów korporacyjnych.